# Poco (hudební skupina)
Poco byla americká countryrocková hudební skupina. Vznikla roku 1968 v sestavě Richie Furay (zpěv, kytara), Jim Messina (kytara, zpěv), Rusty Young (pedálová steel kytara, dobro a další), Randy Meisner (baskytara) a George Grantham (bicí). Původně se jmenovala Pogo podle komiksu, avšak jeho autor Walt Kelly kapele vyhrožoval žalobou. Kapela brzy podepsala nahrávací smlouvu se společností Epic Records a v květnu 1969 vydala svou první desku Pickin' Up the Pieces. První koncertní desku Deliverin' skupina vydala v roce 1971. Kapela prošla řadou personálních změn. Jediným stálým členem zůstal Young.